# Arrondissement di Château-Salins
L'arrondissement di Château-Salins è una suddivisione amministrativa francese, situata nel dipartimento della Mosella e nella regione del Grand Est
È stato soppresso il 29 dicembre 2014 per confluire nell'arrondissement di Sarrebourg-Château-Salins.

## Composizione
L'arrondissement di Château-Salins raggruppa 128 comuni in 5 cantoni:
- cantone di Albestroff
- cantone di Château-Salins
- cantone di Delme
- cantone di Dieuze
- cantone di Vic-sur-Seille